# Sa Dragonera
Sa Dragonera est une île de l'archipel des îles Baléares en Espagne située à l'ouest de l'île de Majorque. Faisant partie de la municipalité de Sant Elm dans la commune d'Andratx, l'île constitue dans sa globalité le parc naturel de Sa Dragonera depuis 1995.

## Géographie

### Situation

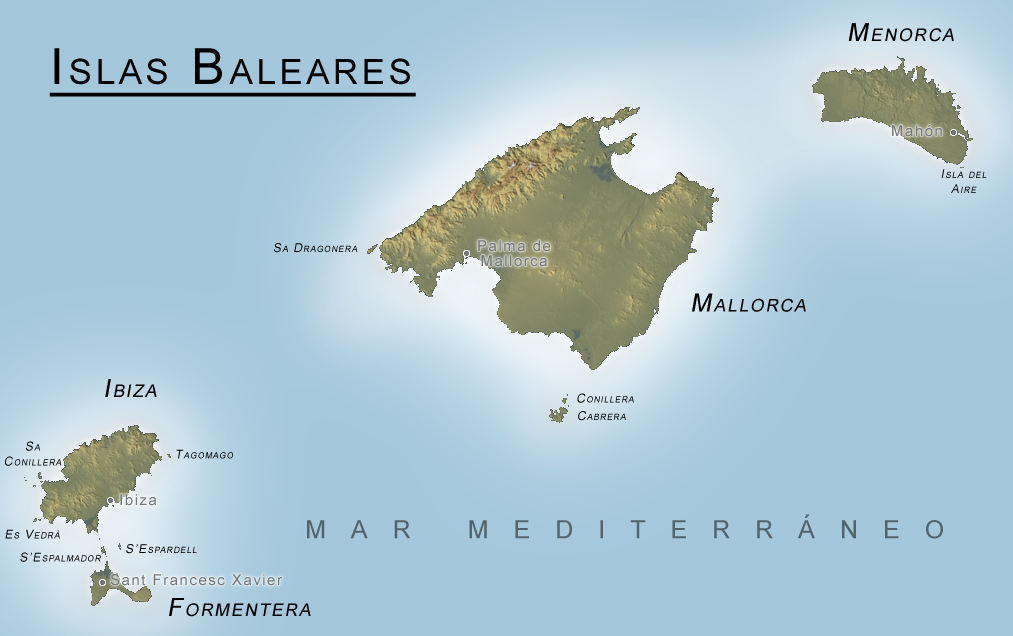
Carte des Baléares et de Dragonera au sud-ouest de Majorque.

D'une longueur de 3 200 m sur une largeur de 500 m, Dragonera est une petite île de 2,88 km2 séparée de Majorque par un canal d'environ 300 m de largeur. Elle possède un relief particulièrement escarpé et irrégulier, avec un sommet à 360 m, le pic Popi.
L'île est administrativement rattachée à la municipalité de Sant Elm, faisant partie de la commune d'Andratx.

### Climat
D'un climat méditerranéen aride, Dragonera reçoit en moyenne 350 mm de précipitations annuelles, principalement durant la période allant de septembre à décembre.

## Histoire
Dans l'île Dragonera se trouvent les restes d'une nécropole datant de la période romaine, au site d'Es Lladó.
En 1229, Jacques Ier d'Aragon utilise la Dragonera pour préparer l'attaque et la conquête de Majorque[réf. nécessaire]. L'île est alors rattachée à Barcelone. En 1581, a été construite une tour sur le pic Popi, puis en 1585 la tour Llebeig. En 1811, la famille Villalonga obtient la propriété de l'île qu'elle conserve jusqu'en 1934. En 1880, l'archiduc Louis de Habsbourg décrit l'île dans son ouvrage Die Balearen.
En 1910, sont mis en fonction les phares de Tramuntana et de Llebeig afin de guider les navires dans le secteur ouest de Majorque. En 1941, Joan Flexas achète l'île et convertit la seule partie non escarpée en espace de culture. L'île durant cette période est un lieu de contrebande et de trafics. En 1974, l'entreprise PAMESA se porte acquéreur de l'île à des fins immobilières, entrainant d'importantes manifestations écologiques avec occupation des lieux. À la suite de ces actions, le gouvernement espagnol interdit toute urbanisation de la Dragonera ; en 1987, le conseil insulaire de Majorque obtient la gestion de l'île et les projets immobiliers sont abandonnés. Le 26 janvier 1995, l'île est classée parc naturel national espagnol par décret du gouvernement des Baléares : le parc naturel de Sa Dragonera est créé et jumelé à la réserve naturelle des Sept-Îles de Perros-Guirec en Bretagne.

## Culture et patrimoine

### Tours de défense
Au XVIIIe siècle comme dans l'île de Majorque, un grand nombre de tours de défense sont construites à Sa Dragonera. Elles servent à la surveillance de la côte contre les assauts incessants de pirates barbaresques : en 1580, la tour de Na Pòpia s'élève à 352 m d'altitude ; puis en 1583 la tour de Llebeig est érigée afin d'empêcher l'entrée des bateaux dans la Cala Llebeig et de protéger les occupants de la tour de Na Pòpia. Maintenue en bon état cette dernière est réhabilitée en 2004 par le Conseil insulaire de Majorque.

### Phares
Plusieurs phares ont été érigés à Sa Dragonera :
- Le phare de Na Popia, construit en 1852 à partir de l'ancienne tour de guet. À cause des nuages et du brouillard qui cachaient souvent la lumière du phare, celui-ci fut démantelé en 1910.
- Le phare de Llebeig a commencé à être construit en 1905 et est entré en service en novembre 1910.
- Le phare de Tramuntana a commencé à être construit en 1907. Il mesure 54 m de hauteur et se compose d'une tour de 11 m, ce qui permet à sa lumière d'atteindre une distance de 20 milles nautiques. C’est un musée des phares de l’île et de la vie des gardiens de phare.

Entre 1960 et 1975, les phares de l'île sont automatisés. En 1975, aucun gardien de phare ne réside plus dans l'île. En 1995, les phares sont dotés de panneaux solaires.

### Anciens bâtiments
Les maisons de Cala Lladó, l'entrepôt, le poulailler, le pigeonnier et les ruines d'une construction à La Miranda, ainsi qu'une petite maison de Tancat, ont été construits au milieu du XXe siècle. Une partie des maisons de Lladó semble avoir profité de constructions plus anciennes. Toutes ces installations sont utilisées par le parc pour accueillir les visiteurs, pour les travaux de gestion ou pour l'hébergement des gardes, des volontaires et des scientifiques qui y travaillent.

### Chemins de randonnées

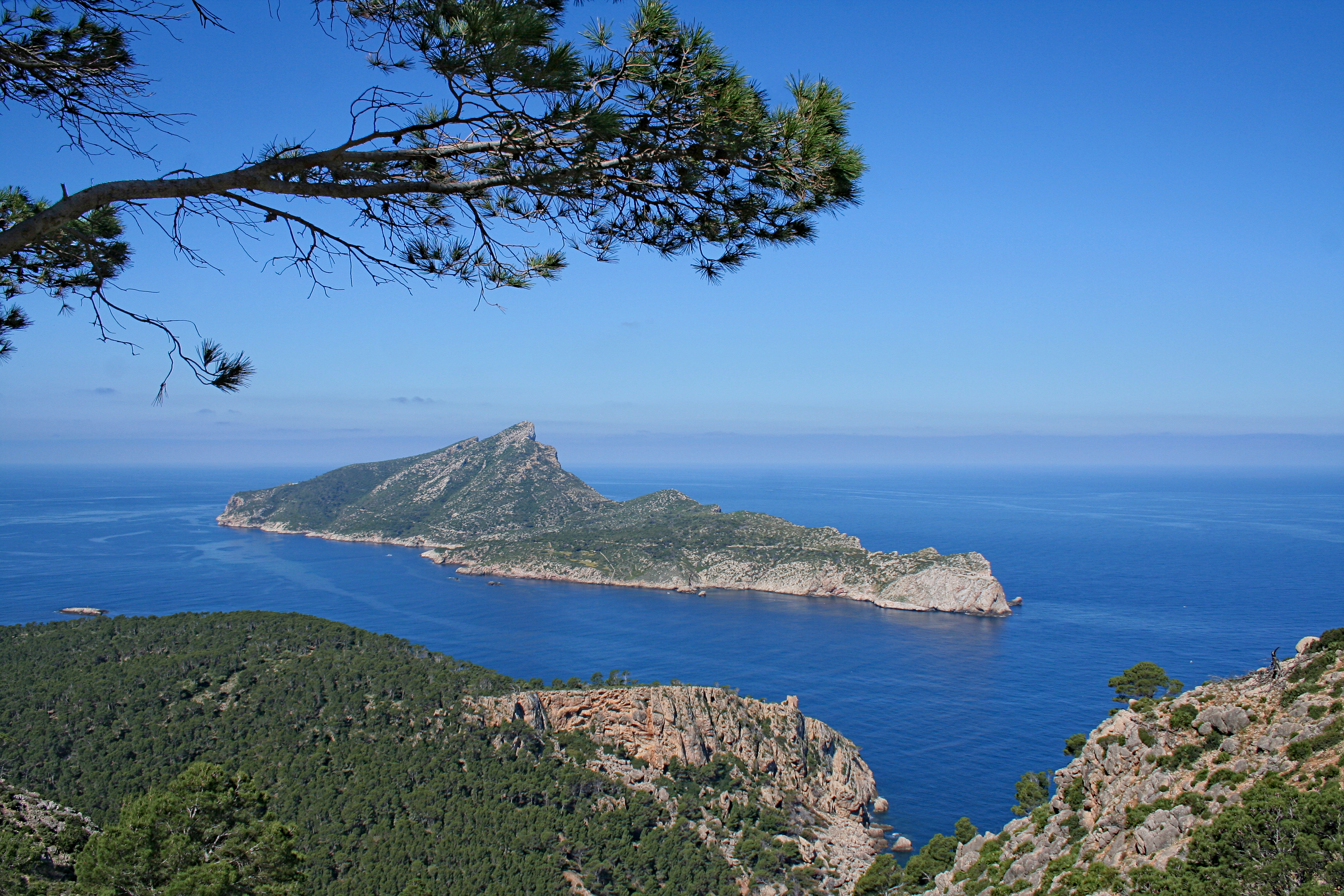
Vue de l'île depuis Majorque

Depuis la création du parc naturel, l'accès de l'île est strictement réglementé et son unique accès, Cala Lladó, un port naturel, soumis à autorisation. Un tourisme de randonnée et d'observation de la flore et de la faune est autorisé, mais l'île ne comporte aucune commodité pour les visiteurs qui se doivent d'être en totale autonomie lors de leur séjour. Elle possède quatre sentiers balisés démarrant au niveau de Cala Lladó :
- Le premier chemin part du débarcadère et se dirige vers le phare de la tramontane. D'une longueur de 1,7 km, il est en pente douce et culmine à 65 m. Cette randonnée facile dure environ 60 minutes aller-retour.
- Le second sentier connecte le débarcadère au vieux phare sur le sommet de l'île. D'une longueur de 3,8 km, son parcours de 3 h et relativement facile, suivant la route créée pour transporter les matériaux du phare sur le pic Popi.
- Le troisième sentier connecte le débarcadère au phare de Llebeig. D'une longueur de 4,5 km, il est de difficulté intermédiaire et d'une durée de parcours d'un moins de 3 h.
- Le quatrième chemin relie le débarcadère à la pointe na Miranda. D'une longueur de 1,2 km, c'est un sentier facile d'un parcours de 30 minutes. Il permet d'avoir de beaux points de vue sur l'île.

### Sa Dragonera dans les arts
En 1981, Sa Dragonera a servi de décor pour le tournage du film Meurtre au soleil avec Peter Ustinov, d'après le roman Les Vacances d'Hercule Poirot d'Agatha Christie (vue de la Trapa)

## Faune et flore de l'île

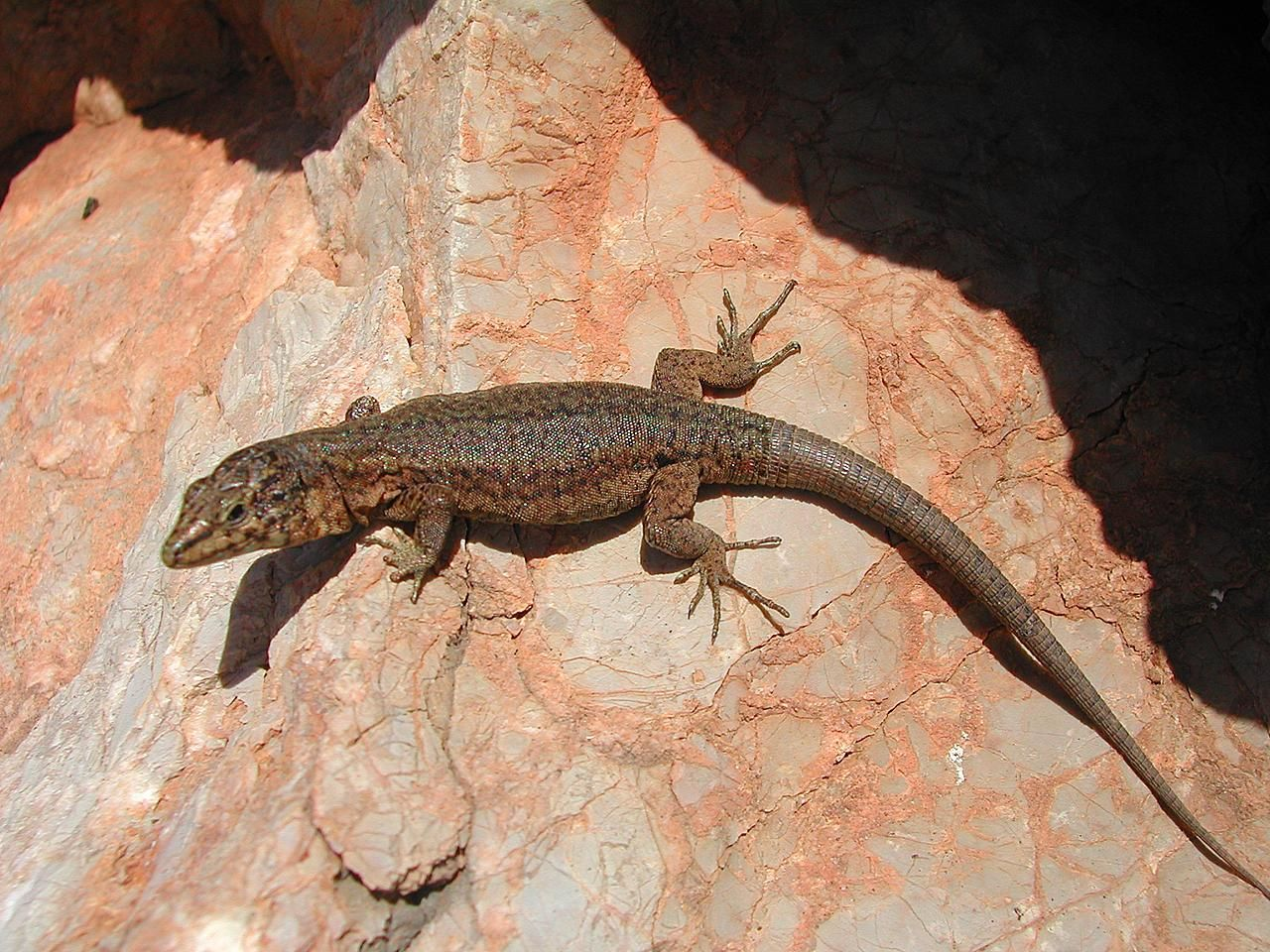
Podarcis lilfordi giglioli

### Faune
- Larus cachinnans michahellis
- Sylvia melanocephala
- Falco peregrinus (faucon pèlerin)
- Falco eleonorae (faucon éléonore)
- Corvus corax
- Phalacrocorax aristotelis
- Pandion haliaetus
- Alcedo atthis
- Hydrobates pelagicus
- Puffinus mauretanicus
- Calonectris diomedea

### Flore

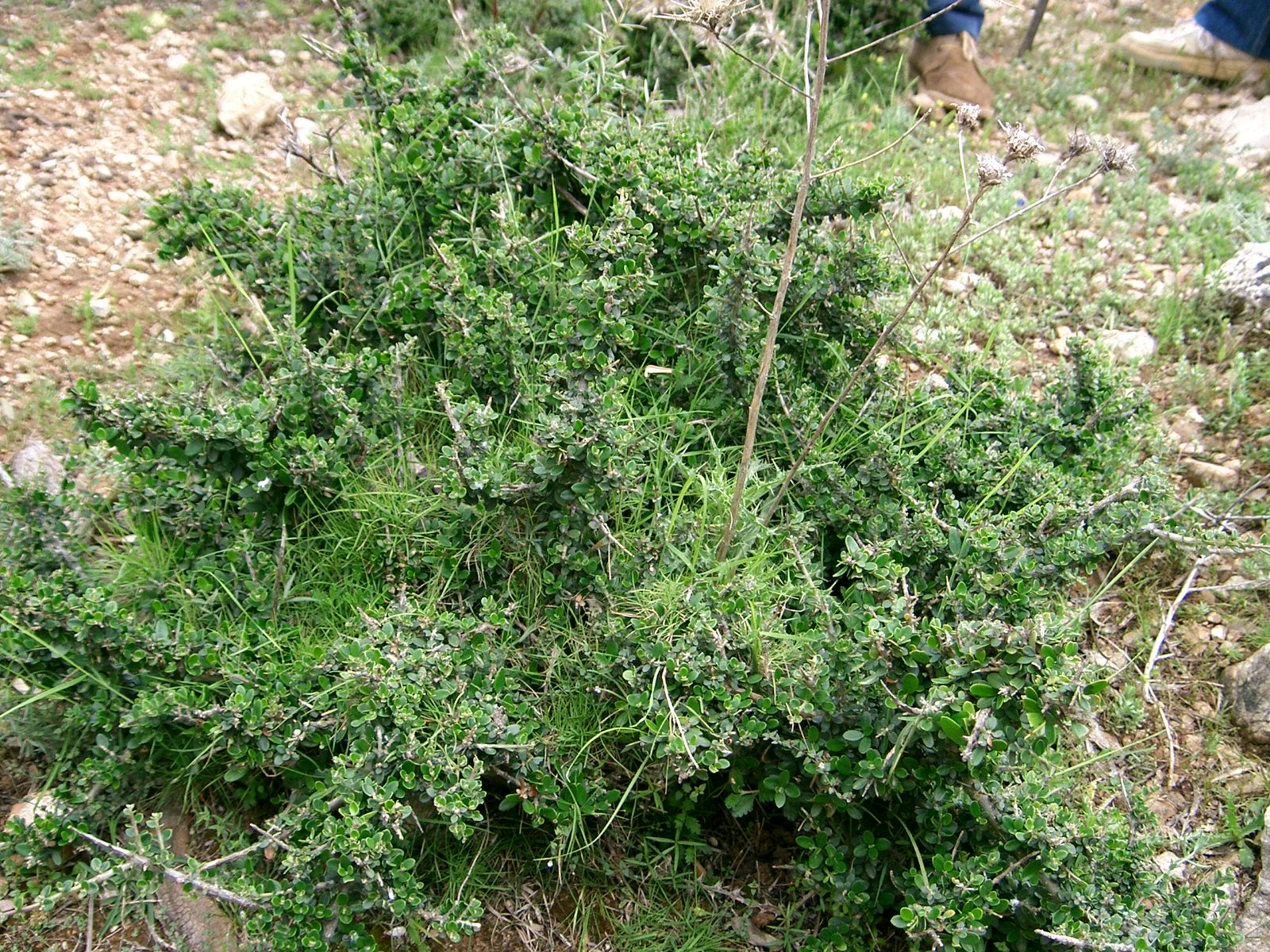
Olivier sylvestre.

- Rosmarinus officinalis (romarin officinal)
- Crithmum maritimum
- Launaea cervicornis, espèce endémique
- Urginea maritima
- Arum pictum
- Anacamptis pyramidalis (orchidée pyramidale)
- Pistacia lentiscus
- Pinus halepensis
- Olea europaea (olivier européen sylvestre)
- Ephedra fragilis
- Hypericum balearicum, espèce endémique
- Chamaerops humilis
- Tamarix africana (tamarin)